# Illhaeusern
Illhaeusern (in tedesco Illhäusern, in dialetto alsaziano Ìllhisre) è un comune francese di 735 abitanti situato nel dipartimento dell'Alto Reno nella regione del Grand Est.
Nel suo territorio il fiume Fecht sfocia nello Ill.

## Società

### Evoluzione demografica
Abitanti censiti